# Penwortham
Penwortham is een civil parish in het bestuurlijke gebied South Ribble, in het Engelse graafschap Lancashire met 23.047 inwoners.